# Linnepe (Röhr)
Die Linnepe ist ein 14,3 km langer, rechter Nebenfluss der Röhr im nordrhein-westfälischen Hochsauerlandkreis, Deutschland. 

## Name
Die Grundform des Namens war im Althochdeutschen *Linnapa. Das Grundwort bildet das Hydronym -apa und das Bestimmungswort ist wohl der germanische Wortstamm *lin- für „mild, lind“ oder alternativ das althochdeutsche Wort linta „Linde“.

## Geographie
Der Fluss entspringt nordwestlich von Obersalwey auf einer Höhe von 523 m ü. NHN. Von dort aus fließt sie zunächst in nördlicher Richtung, passiert Meinkenbracht im Westen und durchfließt Linneper Hütte. Dort wendet sich der Flusslauf nach Nordwesten. Wenig später durchfließt die Linnepe die gleichnamige Ortschaft Linnepe. Nachdem auch Westenfeld durchflossen ist, erreicht die Linnepe Sundern, wo sie auf 245 m ü. NHN in die Röhr mündet. In den Ortslagen von Linnepe, Westenfeld und Sundern ist der Fluss stark verändert und zum Teil kanalartig ausgebaut.
Auf ihrem 14,3 km langen Weg überwindet die Linnepe einen Höhenunterschied von 278 m. Dies entspricht einem durchschnittlichen Sohlgefälle von 19,4 ‰. Sie entwässert ein 40,842 km² großes Einzugsgebiet über Röhr, Ruhr und Rhein zu Nordsee.

### Nebenflüsse
Wichtigster Nebenfluss der Linnepe ist die 4,2 km lange Rumke, die mit 8,549 km² das größte einzelne Einzugsgebiet hat. Länger als die Rumke sind die fast gleich langen Mettmecke (4,8 km) und der Seilbach (4,7 km), die beide jedoch ein deutlich kleineres Einzugsgebiet haben.
Nachstehend werden die Zuflüsse der Linnepe in der Reihenfolge von der Quelle zur Mündung genannt. Angegeben ist jeweils die orographische Lage, die Mündungsposition mit Angabe des Stationierungskilometers, die Länge, die Größe des Einzugsgebietes, die Mündungshöhe und die Gewässerkennzahl.
| Name         | Lage   | Stat. in km | Länge in km | EZG in km² | Mündungshöhe in m ü. NHN | GKZ       |
| ------------ | ------ | ----------- | ----------- | ---------- | ------------------------ | --------- |
| Romecke      | rechts | 11,9        | 2,2         |            | 439                      | 276186 12 |
| Seilbach     | rechts | 8,5         | 4,7         | 5,539      | 355                      | 276186 2  |
| Rumke        | rechts | 5,7         | 4,2         | 8,549      | 300                      | 276186 4  |
| N.N.         | links  | 5,3         | 1,9         |            | 295                      | 276186 52 |
| Weiste       | rechts | 3,8         | 4,1         | 4,616      | 288                      | 276186 6  |
| Mettmecke    | rechts | 2,3         | 4,8         | 5,436      | 264                      | 276186 8  |
| Schwartmecke | rechts | 1,7         | 0,7         |            | 259                      | 276186 92 |

Anmerkungen zur Tabelle
1. ↑  Gewässerkennzahl, in Deutschland die amtliche Fließgewässerkennziffer mit zur besseren Lesbarkeit eingefügtem Trenner hinter dem Präfix, das einheitlich für den allen gemeinsamen Vorfluter Linnepe steht.

## Natur und Umwelt
Nur in den Ortslagen von Linneper Hütte, Linnepe, Westenfeld und Sundern wurde die Linnepe durch den Menschen stark verändert. Sie fließt dort teilweise kanalartig, wobei die Ufer teilweise stark befestigt sind. Eine Trinkwassergewinnung erfolgt aus der Linnepe nicht.
Für den Bewirtschaftungsplan nach der Wasserrahmenrichtlinie der EU wurde auch die Linnepe im Auftrag des Ministeriums für Umwelt, Landwirtschaft und Verbraucherschutz des Landes Nordrhein-Westfalen (MUNLV) untersucht. Die Linnepe in ihrer Gesamtheit wurde trotz Verbauungen in der Ortslage als natürlich eingestuft. Die allgemeine Degradation und die Saprobie wurden als gut eingestuft. Bei Tieren und Pflanzen erfolgten diese Einstufungen, bei Makrozoobenthos, am Gewässerboden lebenden Kleinlebewesen, als gut, bei Makrophyten, mit bloßem Auge sichtbaren Wasserpflanzen, die unter und an der Wasseroberfläche leben, darunter Armleuchteralgen, Moose und Farne sowie Samenpflanzen wie Laichkräuter als gut, und bei Phytobenthos, am Gewässerboden lebende Pflanzen, hauptsächlich Algen, als mäßig. Die Fischfauna wurde als gut bewertet. Hinsichtlich der Belastung der Linnepe mit Nitrat, Metallen und anderen, möglicherweise das Gewässer belastenden Stoffen, wurde sie als gut bis sehr gut eingestuft. Der chemische Zustand wurde als gut bewertet. Wegen der Verbauungen in den Ortslagen wurde der ökologische Zustand und das Potenzial zur Verbesserung nur als mäßig eingestuft.
An der Linnepe wurden bisher Eisvogel, Wasseramsel, Gebirgsstelze und Stockente als Brutvögel nachgewiesen. Als Nahrungsgäste treten Fischreiher und Schwarzstorch auf. Der Bisam kommt seit Jahren am Fluss vor. In der Ortslage von Sundern kommt die Wanderratte vor.